# Casette d'Ete
Casette d'Ete è la più popolosa frazione del comune di Sant'Elpidio a Mare, in provincia di Fermo, nella regione Marche. Essa è attraversata dal fiume Ete Morto da cui prende il nome in parte il paese stesso.

## Geografia fisica

### Territorio
Il paese si trova in una vallata tra i colli dei Falchi e il corso del torrente Ete morto, nelle vicinanze della sua confluenza con il fiume Chienti, a pochi chilometri dal Mare Adriatico. La zona collinare sulla riva sinistra del torrente degrada verso la piana del Chienti.

### Clima
Il clima è caldo e temperato. Esiste una piovosità significativa durante tutto l'anno. Anche nel mese più secco si riscontra molta piovosità. La classificazione del clima è Cfa secondo il sistema di classificazione dei climi di Köppen. In Casette d'Ete si registra una temperatura media di 14,7 °C. 756 mm è il valore di piovosità media annuale. Il mese più secco è Luglio con 46 mm. Il mese con maggiori precipitazioni è novembre, con una media di 83 mm. Luglio è il mese più caldo dell'anno con una temperatura media di 23.7 °C. La temperatura media in gennaio, è di 5,7 °C. Si tratta della temperatura media più bassa di tutto l'anno.

## Storia
Il toponimo Casette d'Ete secondo la tradizione orale si rifarebbe alla presenza di alcune case e di un mulino, che sorsero ove correva l'attuale via Fratte, sino alla zona del ponte sull'Ete morto.
La famiglia dei Brancadoro di Fermo ebbe in possesso la zona e fece erigere nel XVI secolo una residenza, la villa del Palombarone, su un colle che domina il paese, il torrente Ete morto e la valle del Chienti. Intorno a essa i possessi della famiglia erano suddivisi in fattorie, denominate "colonìe".
All'inizio del XX secolo le terre attorno alla villa dei Brancadoro erano popolate da contadini divisi in gruppi familiari numerosi, che coltivavano  oliveti, vigneti, frutteti e colture erbacee e di granaglie col "sistema a rotazione".  Era presente anche l'allevamento dei bovini e dei suini, oltre ovviamente a quello degli animali da cortile. Una fiera bovina si teneva sulla riva sinistra del torrente Ete morto, presso il ponte e lo scomparso lavatoio pubblico.
Durante la seconda guerra mondiale, dal settembre del 1943 il paese era compreso nei territori della Repubblica Sociale Italiana e dopo lo sfondamento alleato della Linea Gotica, nel giugno del 1944 si trovò sulla linea del fronte durante i combattimenti tra una postazione di artiglieria alleata del II corpo d'armata polacco, al comando del tenente generale Władysław Anders, attestata sui colli dei Falchi, e i tedeschi in ritirata sulla riva sinistra del fiume Chienti, con un unico cannone spostato da cavalli. In tale occasione i tedeschi minarono e fecero saltare il ponte sul fiume Ete morto. Il quartier generale polacco, al comando del settore adriatico, si era insediato nella villa del Palombarone.
Nel dopoguerra furono condotte lotte contadine per ottenere contratti a mezzadria e il 50% di tutti i proventi, secondo quanto propugnato da Giuseppe Di Vittorio, nella rivolta dei contadini pugliesi. Fino agli anni settanta le uniche istituzioni pubbliche presenti furono la scuola elementare e l'ufficio postale e l'unico svago era rappresentato dal cinema parrocchiale, mentre i medici condotti si trovavano a Sant'Elpidio e a Montegranaro.
All'inizio degli anni '70, si ebbe lo sviluppo dell'attività calzaturiera e l'agricoltura si trasformò con colture di tipo intensivo che hanno sostituito quelle tradizionali. Delle numerose piccole imprese di tipo artigianale sopravvissero dopo gli anni ottanta solo tre o quattro più solide, tra cui la Tod's della famiglia Della Valle.

## Società

### Evoluzione demografica

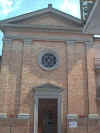
Chiesa Parrocchiale del Santissimo Redentore

La popolazione di Casette d'Ete, secondo i dati dell'ultimo censimento del 2011, era di 3.117 abitanti. Mentre secondo stime del 2008 operate sulla base della revisione dei collegi elettorali raggiungerebbe circa 3.700 e 3.900 contando anche i dintorni, con l'abitato di Cura Mostrapiedi.

## Evoluzione urbanistica
Il centro antico sorge in una conca sulla riva destra del torrente ed è collegato per mezzo di un ponte alla zona moderna, che si trova su una collina sulla riva sinistra, prevalentemente con palazzine unifamiliari di limitate dimensioni. Sulla strada per Montecosaro, prima del fiume Chienti, è ubicata la zona industriale.

## Luoghi di interesse

### Abbazia di Santa Croce al Chienti

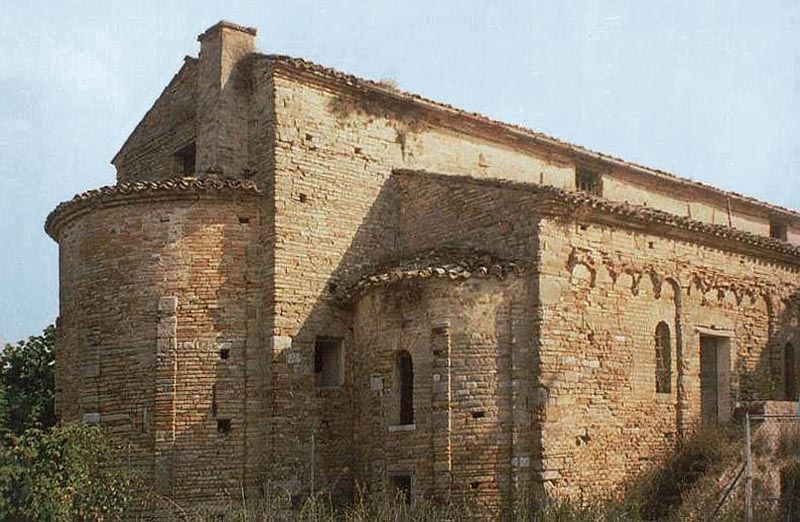
La basilica imperiale di Santa Croce al Chienti

L'abbazia sorge sulla strada che oltrepassa il colle su cui sorge la villa del Palombarone e fiancheggia il torrente Ete Morto sino alla località di Bivio Cascinare.
Sorta nel IX secolo godette di privilegi da parte di Federico II. L'abbazia venne trasformata nel 1790 in una casa colonica.
Si presenta costruita in mattoni, a pianta basilicale con tre navate separate da colonnati e terminanti sul fondo con tre absidi.
L'Abbazia è nota anche con la denominazione di Basilica Imperiale di Santa Croce al Chienti, verosimilmente storicamente più corretta della denominazionne abbaziale.
Una lunetta con la raffigurazione di un falco su tre colli collocata  sulla "Torre gerosolimitana", eretta a Sant'Elpidio a Mare dai cavalieri di Malta nel XIV secolo, rappresenta lo stemma dell'abbazia. Inoltre su una piccola porta della stessa torre si trova una lunetta scolpita a bassorilievo con Cristo trionfante in Croce, del XIII secolo proveniente anch'essa dall'Abbazia.

### Altri luoghi di interesse
Su un colle in posizione dominante sul centro abitato si trova la villa del Palombarone, costruita nel XVI secolo come residenza dei conti Brancadoro, all'intersezione della strada provinciale della "via Brancadoro" e della via Santa Croce. La villa comprende saloni e terrazze e una torre e ospita quadri e una ricca biblioteca. È inoltre circondata da un parco. La villa è dal 2000 residenza di Diego Della Valle.
La chiesa del Santissimo Redentore fu iniziata nel 1907 e venne completata grazie all'impegno di Marietta Gioia e alle donazioni del conte Luigi Brancadoro. Fu istituita come parrocchia con decreto  dell'arcivescovo di Fermo Norberto Perini, il 6 gennaio del 1943 e negli anni sessanta, in seguito alla crescita urbanistica e demografica, il parroco fu affiancato da un viceparroco. Nel 1986 le fu aggregata la parrocchia fino ad allora autonoma di Cura Mostrapiedi.

## Economia
L'agricoltura è praticata in maniera intensiva e si coltivano principalmente ortaggi e girasoli.
L'attività calzaturiera artigianale degli inizi del XX secolo si è evoluta con industrie manifatturiere e nella zona industriale sono ospitate aziende calzaturiere, di pelletteria e di accessori e diversi "outlet" e punti vendita. Vi ha sede uno dei tre stabilimenti della Tod's con uno spaccio aziendale. Si mantiene anche l'attività artigianale con la produzione di calzature e articoli in pelle.

## Infrastrutture e trasporti
Il paese è attraversato dalla strada provinciale che collega Sant'Elpidio a Mare e  Montegranaro con la strada statale Adriatica, tra Civitanova Marche a nord e Porto Sant'Elpidio a sud.
Una seconda via collega il centro con la strada provinciale 219, verso Cura Mostrapiedi, Montegranaro, Monte Urano, Fermo, Montecosaro, collegandosi oltre il fiume Chienti con il casello dell'autostrada A14 e proseguendo poi verso Macerata, Tolentino e Foligno.
Gli scali ferroviari più prossimi sono quello Montecosaro Scalo (sulla ferrovia Civitanova Marche-Fabriano) e Civitanova Marche (sulla ferrovia Adriatica).

## Sport
Azzurra Volley : Squadra di pallavolo femminile militante nel campionato di serie C.
A.S.D. Casette d'Ete 1968 Calcio : Squadra di calcio a 11 militante nel Campionato Regionale Marche di Prima Categoria - girone C

## Amministrazione
Insieme al comune cui appartiene, la frazione ha fatto parte fino al giugno 2009 della provincia di Ascoli Piceno.
Ora è parte integrante della provincia di Fermo.
Per gli uffici giudiziari, il paese rientra nella competenza dell'ufficio del giudice di pace del capoluogo comunale, del circondario di Fermo e del distretto della corte di appello, del TAR e della procura regionale della Corte dei Conti di Ancona. Per la pubblica sicurezza ricade nella giurisdizione della polizia locale e della stazione dei carabinieri del capoluogo comunale, della brigata della Guardia di finanza di Porto Sant'Elpidio e del commissariato di polizia di Fermo.
La parrocchia del Santissimo Redentore fa parte della vicaria episcopale di Porto Sant'Elpidio e quindi dell'arcidiocesi di Fermo.